# رابطة الدوري الإيطالي للمحترفين
رابطة الدوري الإيطالي للمحترفين (بالإيطالية: Lega Nazionale Professionisti Seria A) والتي تعرف اختصارا ب LNPA وLega Seria A هي الهيئة الإدارية المنظمة لأهم منافسات كرة القدم للأندية المحترفة في إيطاليا، تأسست في فاتح يوليو 2010، ويوجد مقرها بميلانو، ويترأسها باولو دالبينو منذ 8 يناير 2020. تسهر الرابطة على تنظيم: الدوري الإيطالي، كأس إيطاليا، كأس السوبر الإيطالي، بطولة البريمافيرا، كأس البريمافيرا، وكأس السوبر بريمافيرا.

## الهيكل التنظيمي
فيما يلي تشكيلة مجلس إدارة رابطة الدوري الإيطالي للمحترفين كما تم تشكيلها في 8 يناير 2020.
- الرئيس: باولو دالبينو
- المدير التنفيذي: لويجي دي سييرفو
- إدارة الدوري المستقل: (شاغر بتاريخ 23 فبراير 2021)
- المستشارون: توماسو جوليني، لوكا بيركاسي، باولو سكاروني، وماوريتسيو سيتي.
- مستشارا الاتحاد: كلاوديو لوتيتو وجوزيبي ماروتا.
- رئيس مجلس مراجعة الحسابات: ماوريتسيو دالوتشيو.
- أعضاء مجلس مراجعة الحسابات: إنريكو كالابريتا وماريو تارديني.
- مساعد مجلس مراجعة الحسابات: لويجي كابيتاني.

## قائمة الرؤساء
| ترتيب | الاسم            | الفترة     |
| ----- | ---------------- | ---------- |
| 1     | ماوريتسيو بيريتي | 2010- 2017 |
| 2     | كارلو تافيكيو    | 2017- 2018 |
| 3     | جيوفاني مالاغو   | 2018       |
| 4     | غايتانو ميتشيكي  | 2018- 2019 |
| 5     | ماريو سيكالا     | 2019       |
| 6     | جيانكارلو أبيتي  | 2019- 2020 |
| 7     | باولو دالبينو    | 2020-الآن  |